# Neger (ubåt)

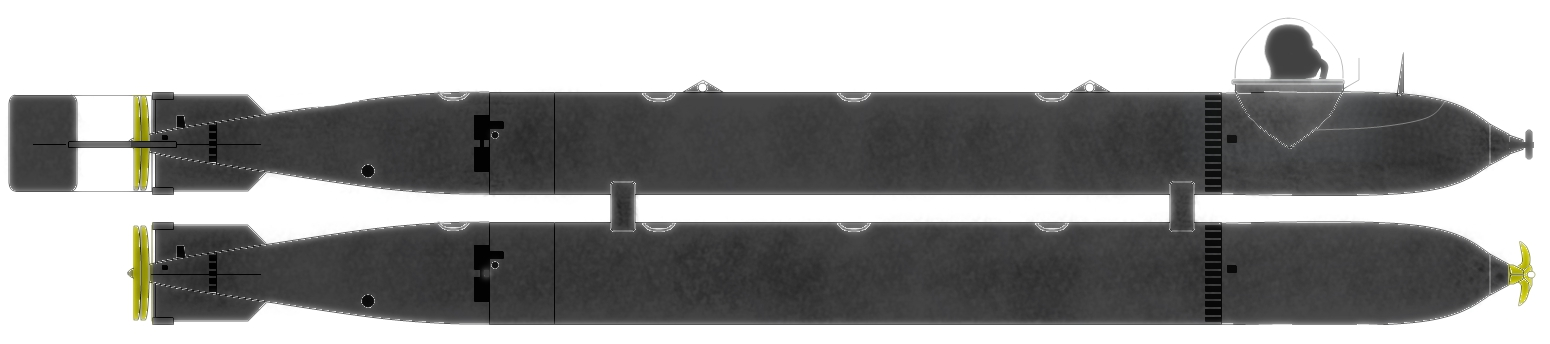
En modell av torpeden Neger.

Neger var en torpedbärande farkost som kan beskrivas som en bemannad torped.

## Konstruktion
Farkosten kunde inte dyka, men var svår att upptäcka i skydd av mörker. Farkosten användes av tyska Kriegsmarine 1943–1945. Namnet kom från konstruktörens namn, Richard Mohr, där det tyska ordet Mohr betyder "mor" som i morer, och Mohr dessutom var  en gammaldags tysk term för en person med svart hudfärg.
Den var beväpnad med en torped av typen G7e och kunde nå en hastighet på 4 knop. Farkosten byggdes i cirka 200 exemplar och visade sig vara mycket riskfylld för sin besättning där uppemot 80 % avled. I utbyte kom den att sänka en kryssare, en jagare och tre minsvepare 1944.
Farkosten var försedd med en plexiglaskåpa, genom vilken föraren visuellt identifierade sitt mål och riktade in farkost och torped mot mål med hjälp av ett syftmärke i främre delen av farkosten och en graderad linjal i plexiglaskåpan. Torpeden aktiverades oåterkalleligt med en enkel spak. Flera gånger frigjordes inte torpeden från farkosten, varvid förare, torped och farkost tillsammans nådde målet som ett självmordsvapen.

## Attacker
Natten mellan den 20 och 21 april 1944 genomfördes det första uppdraget med ubåten. 30 farkoster sattes in mot förtöjda allierade fartyg i Anzio. Endast 17 kom iväg, medan övriga 13 kapsejsade när de sjösattes. 14 återvände, men inga torpeder avfyrades.
Natten mellan den 5 och 6 juli 1944 angrep 24 Neger-farkoster de allierades invasionsflotta och sänkte de två minsveparna HMS Magic och HMS Cato. Endast 9 farkoster återvände från uppdraget.
Ett nytt uppdrag genomfördes natten mellan den 7 och 8 juli 1944 med 21 Neger-farkoster. Farkosterna upptäcktes dock i den månljusa natten och angreps både av flyg och fartyg. Vid angreppet sänktes minsveparen HMS Pylades, och stora skador tillfogades den polska kryssaren Dragon, som senare sänktes av sin besättning. Den 20 juli 1944 blev jagaren HMS Isis sprängd när den låg för ankar i Seine-bukten, där angreppet misstänks vara utfört med bemannade torpeder.

## Galleri

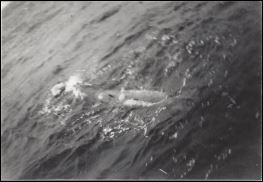
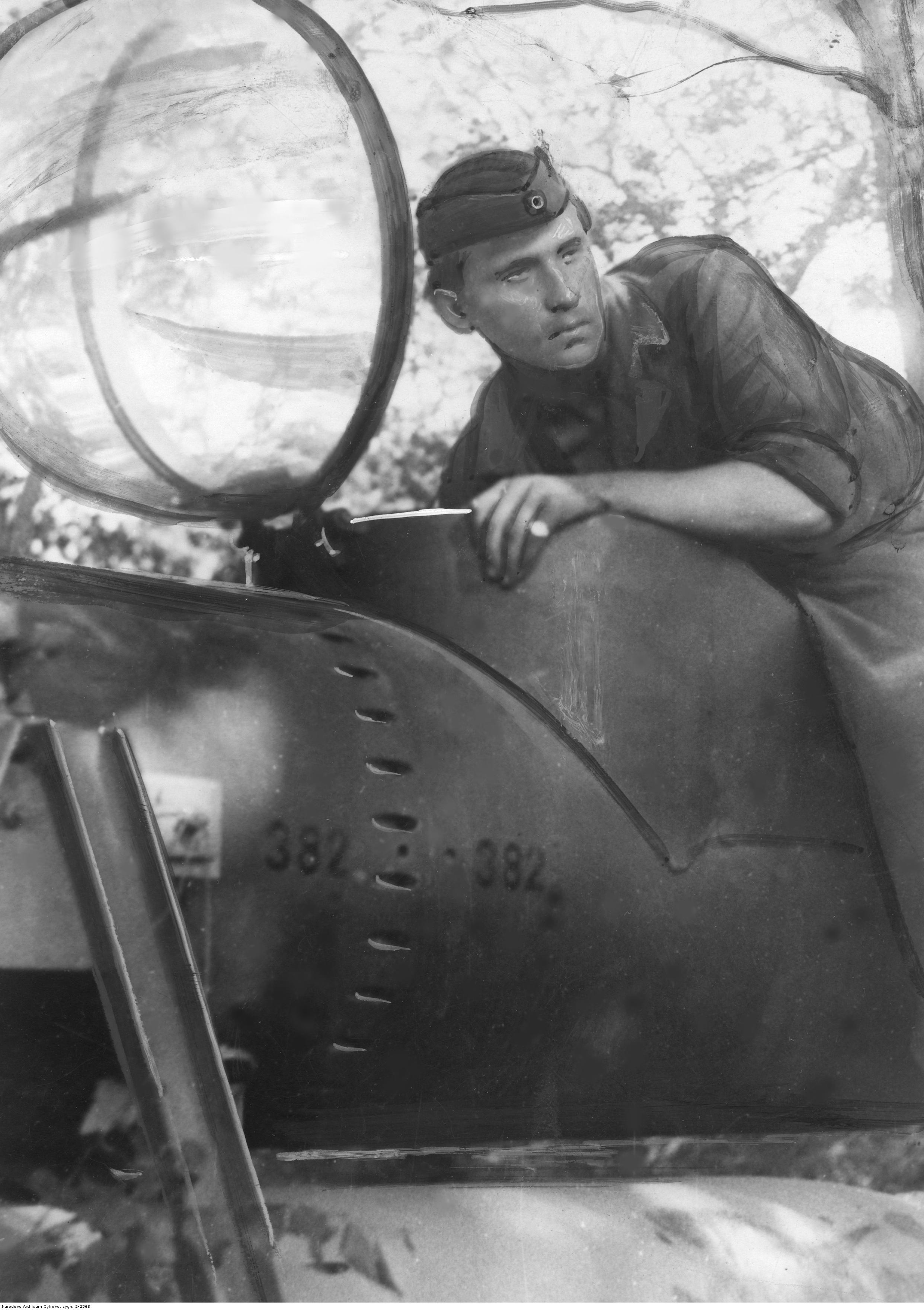
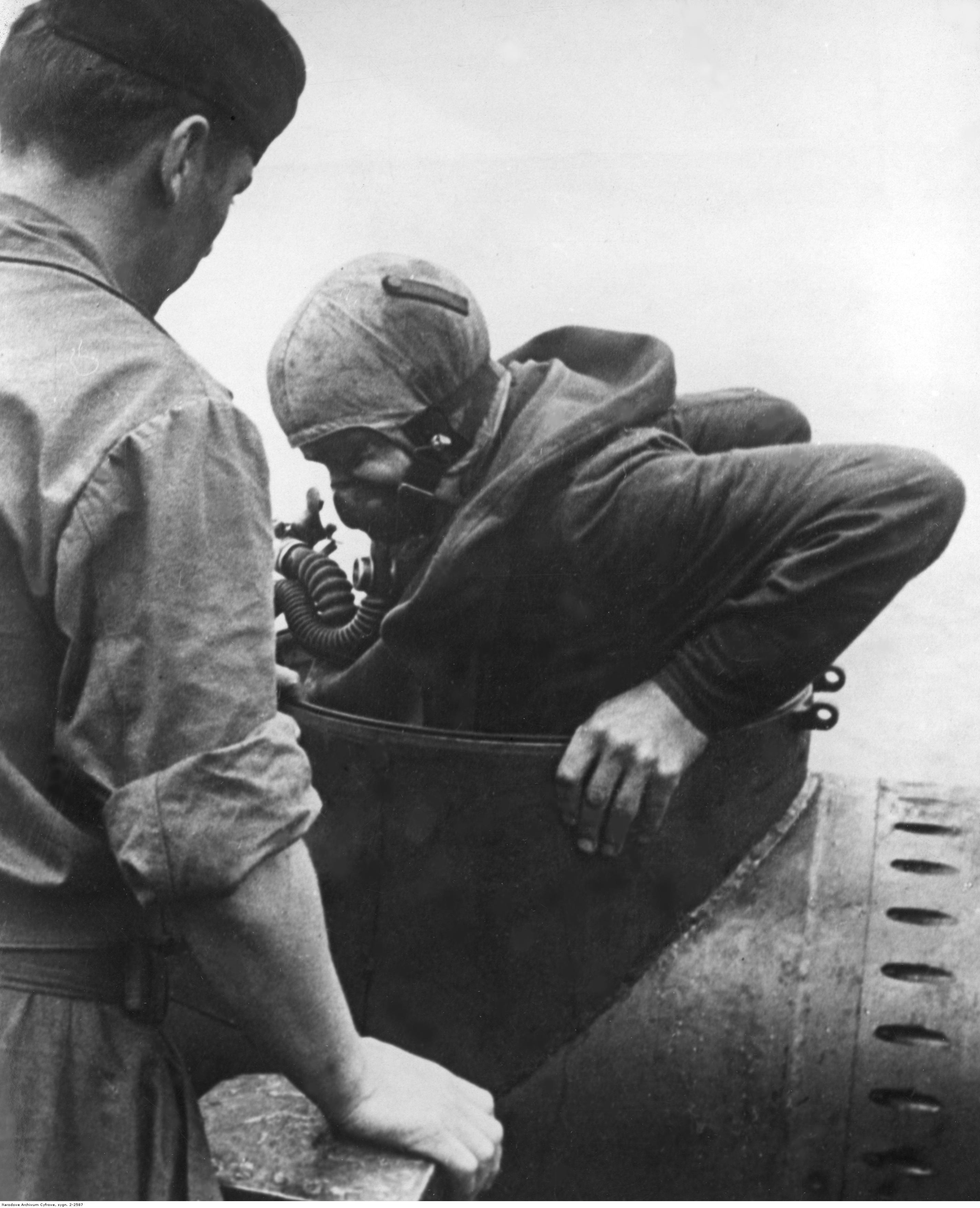
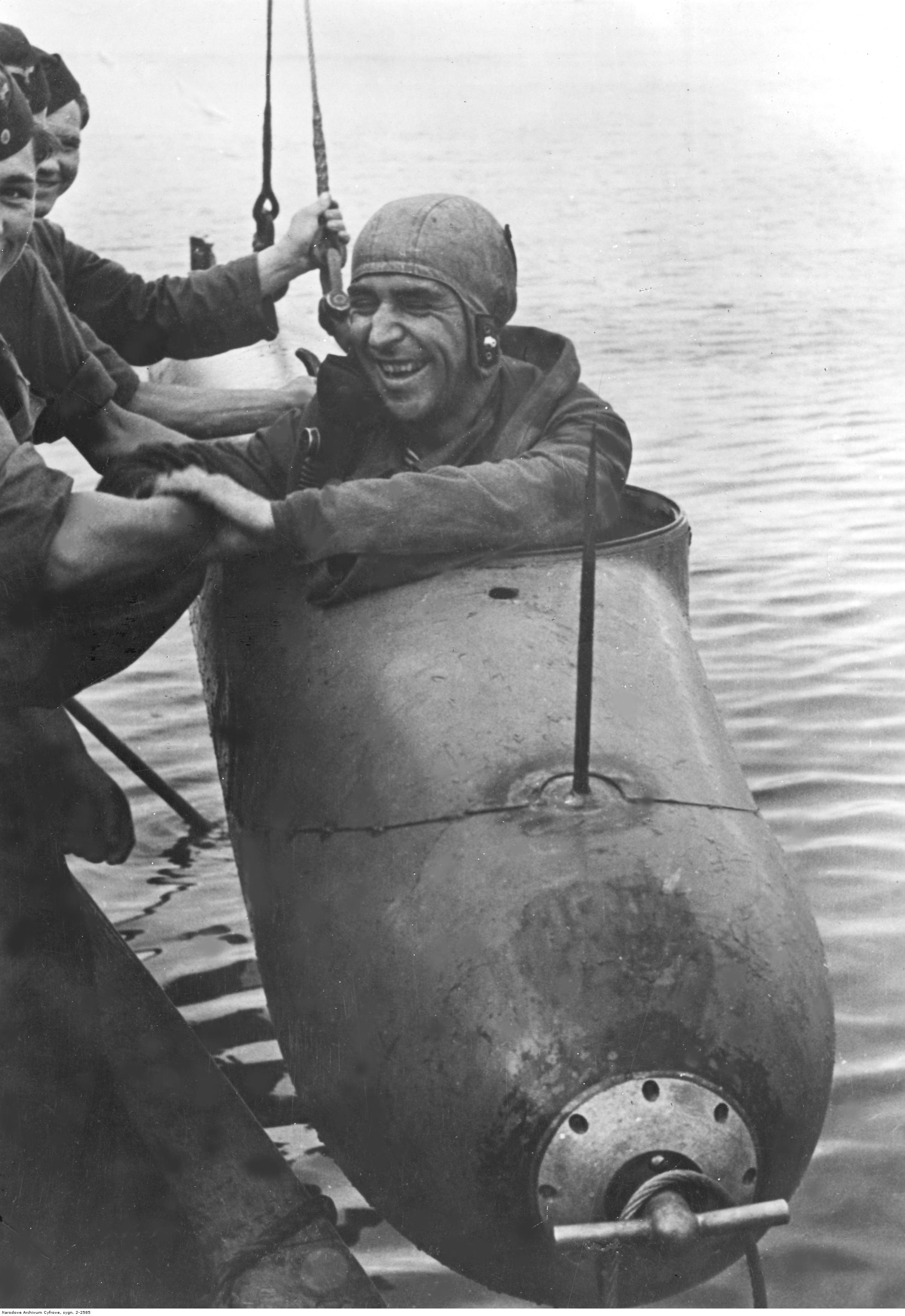